# Aumerval
Aumerval és un municipi francès situat al departament del Pas de Calais i a la regió dels Alts de França. L'any 2007 tenia 191 habitants.

## Demografia

### Població
El 2007 la població de fet d'Aumerval era de 191 persones. Hi havia 60 famílies de les quals 12 eren unipersonals (4 homes vivint sols i 8 dones vivint soles), 12 parelles sense fills, 24 parelles amb fills i 12 famílies monoparentals amb fills.
La població ha evolucionat segons el següent gràfic:
Habitants censats

### Habitatges
El 2007 hi havia 74 habitatges, 66 eren l'habitatge principal de la família, 1 era una segona residència i 7 estaven desocupats. Tots els 73 habitatges eren cases. Dels 66 habitatges principals, 57 estaven ocupats pels seus propietaris, 5 estaven llogats i ocupats pels llogaters i 4 estaven cedits a títol gratuït; 1 tenia una cambra, 2 en tenien dues, 1 en tenia tres, 14 en tenien quatre i 48 en tenien cinc o més. 56 habitatges disposaven pel capbaix d'una plaça de pàrquing. A 19 habitatges hi havia un automòbil i a 38 n'hi havia dos o més.

### Piràmide de població
La piràmide de població per edats i sexe el 2009 era:
| Homes | Edats   | Dones |
| ----- | ------- | ----- |
| 0     | 95 o +  | 0     |
| 0     | 90 a 94 | 0     |
| 4     | 85 a 89 | 4     |
| 0     | 80 a 84 | 0     |
| 4     | 75 a 79 | 4     |
| 4     | 70 a 74 | 4     |
| 8     | 65 a 69 | 4     |
| 0     | 60 a 64 | 8     |
| 12    | 55 a 59 | 0     |
| 4     | 50 a 54 | 16    |
| 0     | 45 a 49 | 4     |
| 12    | 40 a 44 | 8     |
| 8     | 35 a 39 | 16    |
| 8     | 30 a 34 | 12    |
| 4     | 25 a 29 | 8     |
| 0     | 20 a 24 | 0     |
| 0     | 15 a 19 | 8     |
| 4     | 10 a 14 | 12    |
| 16    | 5 a 9   | 8     |
| 8     | 0 a 4   | 0     |

## Economia
El 2007 la població en edat de treballar era de 132 persones, 102 eren actives i 30 eren inactives. De les 102 persones actives 95 estaven ocupades (53 homes i 42 dones) i 7 estaven aturades (4 homes i 3 dones). De les 30 persones inactives 9 estaven jubilades, 10 estaven estudiant i 11 estaven classificades com a «altres inactius».

### Ingressos
El 2009 a Aumerval hi havia 64 unitats fiscals que integraven 183 persones, la mediana anual d'ingressos fiscals per persona era de 17.713 €.

### Activitats econòmiques
Dels 7 establiments que hi havia el 2007, 1 era d'una empresa extractiva, 1 d'una empresa de fabricació d'altres productes industrials, 2 d'empreses de construcció, 1 d'una empresa de comerç i reparació d'automòbils i 2 d'empreses de transport.
Dels 2 establiments de servei als particulars que hi havia el 2009, 1 era un paleta i 1 fusteria.
L'any 2000 a Aumerval hi havia 11 explotacions agrícoles que ocupaven un total de 618 hectàrees.

## Equipaments sanitaris i escolars
El 2009 hi havia una escola elemental integrada dins d'un grup escolar amb les comunes properes formant una escola dispersa.

## Poblacions més properes
El següent diagrama mostra les poblacions més properes.